# Rocade de Castres
La rocade de Castres est une voie express de 22 km faisant presque une boucle. Elle part de la zone du Siala au sud de Castres jusqu'à la zone du Martinet au nord de Castres. La rocade est la plupart du temps à 2×1 voies à part sur la rocade nord qui est à 2×2 voies entre la route d'Albi (RD 612) jusqu'à l'échangeur de Saint-Palais.

## Construction

### But
Castres est la sous-préfecture du Tarn et un important centre industriel. La ville est desservie par la RD 612 depuis Albi, la RD 622 depuis Lacaune, la RN 126 depuis Toulouse et la RN 112 depuis Mazamet. La rocade a été construite avec l'objectif de désenclaver toute l'aire urbaine de Castres-Mazamet.

### Histoire
- La rocade sud a été ouverte à la circulation entre 1996 et 2000[2],[3].
- La voie urbaine sud a été ouverte à la circulation en même temps que la rocade sud.
- La rocade nord a été ouverte à la circulation en 2006. L'échangeur de Saint Palais a été réalisé en même temps[3].
- La voie urbaine nord a été réalisé en 2008[4].

## Tracé

### Rocade nord
La rocade nord relie la RD 612 à l'échangeur de Saint-Palais (RN 126). Elle est classée route départementale 1012 (RD 1012). Elle est à 2×2 voies.
- D 612 : Albi, Réalmont
- D 83 : Castres-l'Albinque, Lautrec, Graulhet
- D 112 : Castres-Travet, Lavaur, Vielmur-sur-Agout
- N 126 : Castres-le Corporal, Toulouse, Carcassonne, Soual, Revel,

### Rocade sud
La rocade sud relie l'échangeur de Saint-Palais (RN 126) à la RD 621. Elle est classée route nationale 112 (RN 112). Cette rocade a la particularité d'avoir des panneaux stop au lieu de voies d'accélération
- N 126 : Castres, Soual, Revel, Toulouse
- D 85 : Castres-Palique, Navès, Dourgne
- D 60 : Castres-Lameilhé, Labruguière
- D 800 : Lagarrigue, Zone du Siala, Hôpital du Pays d'autan
- D 56 : Lagarrigue, Labruguière, le Causse, Aéroport de Castres-Mazamet
- D 621 : Mazamet, Labruguière

### Voie urbaine nord
La voie urbaine nord relie la rocade nord à la route de Lacaune (RD 622).Elle est classée route départementale 801 (RD 801) 

### Voie urbaine sud
La voie urbaine sud relie la rocade sud à la zone du Siala et à Lagarrigue (RD 612). Elle est classée route départementale 800 (RD 800)

### Voie urbaine est
Elle n'existe pas et elle est le dernier tronçon manquant pour fermer la boucle autour de la ville. Il n'y a aucun projet de construction de ce tronçon.

## Projets
En 2014, la chaussée de la rocade sud a été refaite. 
L'échangeur de Saint Palais sera le début de la future autoroute A69 qui reliera Castres à Toulouse.  
La rocade sud est équipée pour être à 2x2 voies. Mais aucun projet de doublement n'est prévu. De même le tronçon manquant a l'est n'est pas envisagé